# Tarifäres Handelshemmnis
Als tarifäre Handelshemmnisse werden direkte protektionistische Maßnahmen der Außenhandelsbeschränkung verstanden. In erster Linie zählen hierzu alle Arten von Zöllen (eng. tariff). Welche Maßnahmen darüber hinaus dazu gehören bzw. wo die Grenze zu den nicht-tarifären Handelshemmnissen verläuft, ist in der Literatur umstritten. Das gilt zum Beispiel für Abschöpfungen (Mindestpreise) und Exportsubventionen, welche vor allem im Agrarsektor zu finden sind.
Ernst Giese, Ivo Mossig und Heike Schröder definieren tarifäre Handelshemmnisse als „direkte Beschränkungen des freien Warenverkehrs“ und zählen dazu auch Einfuhrquoten (Kontingente / Mengenbeschränkungen). In Publikationen der Bundeszentrale für politische Bildung werden Mengenbeschränkungen jedoch zu den nicht-tarifären Handelshemmnissen gezählt. Dies entspricht auch der Definition der OECD. Für die Unterzeichnerstaaten des GATT sind solche mengenmäßigen Beschränkungen untersagt.
Sie dienen der Wettbewerbsbeschränkung des Außenhandels und der Abschottung der eigenen Volkswirtschaft und somit primär dem Schutz der nationalen Unternehmen. Eine besondere Bedeutung kommt dem Schutz von jungen, aufstrebenden Industrien (infant industries) zu, um durch Protektionismus konkurrenzfähige Industrien aufzubauen, die im Anfangsstadium dem Konkurrenzdruck des Weltmarkts nicht standhalten würden. Ferner dienen sie als Einnahmequelle für den Staat, zum Ausgleich von Zahlungsbilanzdefiziten oder zur Förderung inländischer Produktion (Substitution der Importprodukte durch inländische Produkte).